# Axoclinus nigricaudus
Axoclinus nigricaudus е вид бодлоперка от семейство Tripterygiidae. Видът не е застрашен от изчезване.

## Разпространение и местообитание
Разпространен е в Мексико.
Среща се на дълбочина от 0,8 до 12 m, при температура на водата около 20,8 °C и соленост 35,1 ‰.

## Описание
На дължина достигат до 4,5 cm.
Популацията на вида е стабилна.